# Siwoniowski
Der Siwoniowski ist ein Berg in Polen und der Slowakei. Er liegt auf dem Gemeindegebiet von Koniaków. Mit einer Höhe von 798 m ist er einer der niedrigeren Berge im südlichen Ausläufer des Barania-Kamms der Schlesischen Beskiden. Über den Gipfel verläuft die polnisch-slowakische Grenze. Nach slowakischer Kartographie liegt er in dem Jablunkauer Bergland.

## Tourismus
Auf den Gipfel führen keine markierten Wanderwege.